# Striatoguraleus
Striatoguraleus é um gênero de gastrópodes pertencente a família Horaiclavidae.

## Espécies
- Striatoguraleus electrinus Kilburn, 1994[2]
- Striatoguraleus himaeformis Kilburn, 1994[3]
- Striatoguraleus laticulmen Kilburn, 1994[4]
- Striatoguraleus thetis (Smith E. A., 1904)[5]
- Striatoguraleus vellicatus Kilburn, 1994[6]